# العصر الجليدي (فلم)
العصر الجليدي أو آيس إيج بحسب لفظه الإنجليزي (بالإنجليزية: Ice Age)، فلم رسوم متحركة أمريكي أنتج في العام 2002.

## القصة
في العصر الجليدي قبل آلاف السنين، عند رحيل الحيوانات إلى المناطق الدافئة، يلتقي ماموث بحيوان الكسلان، وتهاجم مجموعة من النمور بعض البشر ليأكلوا الطفل الذي معهم، فتهرب به أمه بعيداً فيسقطان في نهر، وتجرفهما المياه إلى اليابسة حيث تضع الأم طفلها هناك وتموت، فيأخذ الطفل كلاً من الماموث والكسلان لإرجاعه إلى أهله، فينضم لهما أحد النمور، في رحلتهم.

## الممثلون

### النسخة العربية الفصحى (مركز الزهرة)
- عادل أبو حسون - سد
- مروان فرحات - ماني
- منذر فارس - دييغو
- مأمون الرفاعي
- يحيى الكفري
- محمد خير أبو حسون
- محمد مصطفى
- شهناز سليم
- حنان شقير

## وصلات خارجية
- الموقع الرسمي
- العصر الجليدي على موقع IMDb (الإنجليزية)
- العصر الجليدي على موقع ميتاكريتيك (الإنجليزية)
- العصر الجليدي على موقع الموسوعة البريطانية (الإنجليزية)
- العصر الجليدي على موقع روتن توميتوز (الإنجليزية)
- العصر الجليدي على موقع نتفليكس (الإنجليزية)
- العصر الجليدي على موقع ألو سيني (الفرنسية)
- العصر الجليدي على موقع Turner Classic Movies (الإنجليزية)
- العصر الجليدي على موقع أول موفي (الإنجليزية)
- العصر الجليدي على موقع بوكس أوفيس موجو (الإنجليزية)
- العصر الجليدي على موقع فيلمافينيتي (الإسبانية)
- آيس إيج على مشروع الدليل المفتوح
- بداية فلم آيس إيج